# Liri Gega
Liri Beso Gega (ur. 1917 w Gjirokastrze, zm. w grudniu 1956) – albańska nauczycielka i działaczka komunistyczna, ofiara represji komunistycznych, żona Dalego Ndreu.

## Życiorys
Była córką farmaceuty i burmistrza Gjirokastry Besima Gegi. W 1935 ukończyła naukę w Żeńskim Instytucie Nana Mbretneshë w Tiranie, a następnie wyjechała na studia historyczne na Uniwersytecie Rzymskim. Po powrocie do Albanii pracowała jako nauczycielka w Instytucie Donika Kastrioti. Od 1941 była związana z grupą komunistyczną ze Szkodry, a następnie należała do Komunistycznej Partii Albanii. Walczyła w I Brygadzie Szturmowej Armii Narodowo-Wyzwoleńczej, którą dowodził Dali Ndreu. W 1944 została usunięta z Biura Politycznego KPA, jako osoba, która nie cieszyła się poparciem komunistów jugosłowiańskich.
W 1946 poślubiła Dali Ndreu. Od 1945 była deputowaną do parlamentu z okręgu Wlora i zasiadała we władzach Organizacji Kobiet Albańskich. Po zakończeniu wojny pracowała jako nauczycielka w szkole pedagogicznej  w Elbasanie, a następnie w szkole średniej w Fierze.
W kwietniu 1956 wzięła udział w plenum stołecznego komitetu partii w Tiranie, w czasie którego poddano krytyce politykę Envera Hodży. Aresztowana przez Sigurimi we wsi Sllove, stanęła przed sądem wojskowym razem z Dali Ndreu i bratem Astritem. Trybunałowi przewodniczył Aranit Çela. Proces odbył się za zamkniętymi drzwiami. 22 listopada 1956 została skazana na karę śmierci za zdradę stanu i działalność szpiegowską na rzecz Jugosławii. Proces odbywał się za zamkniętymi drzwiami. Stracona przez rozstrzelanie w grudniu 1956. Według relacji córki, w chwili rozstrzelania była w ciąży. Podobną opinię wygłaszał Nikita Chruszczow, atakując kierownictwo partii albańskiej.

## Życie prywatne
Ze związku z Dalim Ndreu miała córkę Lavdie (ur. 1948) i syna Sokola (ur. 1954). Po straceniu rodziców, dzieci zostały internowane wraz z całą rodziną we wsi Shtyllas k. Fieru.